# 小尖堇菜
小尖堇菜（学名：Viola mucronulifera）为堇菜科堇菜属的植物，为中国的特有植物。分布在中国大陆的广西、福建、广东、江西、贵州、浙江、云南、湖北、湖南、四川等地，生长于海拔600米至1,900米的地区，见于林缘、山地林下和草地，目前尚未由人工引种栽培。

## 异名
- Viola kwangtungensis Melch.
- Viola mucronulifera Hand.-Mazz. var. kwangsiensis Melch